# Droga wojewódzka 513
Die Droga wojewódzka 513 (DW 513) ist eine 89 Kilometer lange Droga wojewódzka (Woiwodschaftsstraße) in der polnischen Woiwodschaft Ermland-Masuren. Diese Route verbindet Pasłęk mit Wozławki sowie der Droga wojewódzka 505 und der Droga krajowa 57. Die Straße führt durch die Powiate Elbląski, Lidzbarski und Bartoszycki.

## Straßenverlauf
Woiwodschaft Ermland-Masuren, Powiat Elbląski
- Krosno (Krossen) (DW 527)
- Rzeczna (bis 1993: Kalsk, Weeskenhof)
- Owczarnia (Schäferei)
- Pasłęk (Preußisch Holland) (DW 526)
- Kupin (Kopiehnen)
- Cieszyniec (Teschenwalde)
- Brücke  Wąska
- Bielica (Behlendorf)
- Burdajny (Bordehnen)
- Godkowo (Göttchendorf)
- Swędkowo (Schwöllmen)
- Krykajny (Krickehnen)
- Olkowo (Alken)

Woiwodschaft Ermland-Masuren, Powiat Lidzbarski
- Gmina Orneta (Wormditt)
- Brücke  Pasłęka
- Drwęczno (Wagten) (DW 509)
- Kreisverkehr  Orneta (Wormditt) (DW 507)
- Orneta, ul. Morąska (DW 507)
- Kreisverkehr  Morąska (DW 507, DW 528)
- Orneta, ul.Rozjazdowa (DW 507)
- Kreisverkehr  Orneta, ul. Rozjazdowa (DW 507)
- Orneta, ul. Olsztyńska (DW 507)
- Kreisverkehr  Orneta, ul. Olsztyńska (DW 507)
- Brücke  Panki (Bahnstrecke Olsztyn Gutkowo–Braniewo)
- Brücke  Drwęca Warmińska (Drewenz)
- Mingajny (Migehnen)
- Miłkowo (Millenberg)
- Gmina Lidzbark Warmiński (Heilsberg)
- Grabniak (Buchwald)
- Babiak (Frauendorf)
- Kreisverkehr  Babiak
- Brücke  Drwęcą Warmińską
- Runowo (Raunau)
- Ignalin (Reimerswalde)
- Lauda (Lawden)
- Dobrujewo (Albertshof)
- Kreisverkehr  (DW 511)
- Brücke  Łyna
- Kreisverkehr  (DK 51)
- Brücke  Symsarna
- Gmina Kiwity (Kiwitten)
- Kłajty (Kleitz)
- Kierwiny (Kerwienen)
- Kiwity (Kiwitten)
- Rokitnik (Thegsten)

Woiwodschaft Ermland-Masuren, Powiat Bartoszycki
- Winiec (Wienken)
- Wozławki (Wuslack) (DK 57)